# Corry (Pennsylvania)
Corry is een stadje (city) in de Amerikaanse staat Pennsylvania. Met 6605 inwoners in Corry de tweede grootste plaats in Erie County. Corry maakt deel uit van de Erie Metropolitan Statistical Area. In de late 19e en vroege 20e eeuw werd Corry beroemd als de plaats waar Climax-locomotieven gebouwd werden.

## Demografie
Bij de volkstelling in 2000 werd het aantal inwoners vastgesteld op 6834. In 2006 is het aantal inwoners door het United States Census Bureau geschat op 6496, een daling van 338 (-4,9%).

## Geografie
Volgens het United States Census Bureau beslaat de plaats een oppervlakte van 15,8 km², geheel bestaande uit land. Corry ligt op ongeveer 437 m boven zeeniveau.

## Plaatsen in de nabije omgeving
De onderstaande figuur toont nabijgelegen plaatsen in een straal van 20 km rond Corry.